# Шахін Імранов
Шахін Імранов  (азерб. Şahin İmranov, 23 вересня 1980, Сумгаїт) — азербайджанський боксер, призер Олімпійських ігор та чемпіонатів Європи.

## Аматорська кар'єра
2002 року на чемпіонаті Європи Шахін Імранов завоював срібну медаль. Він здобув три перемоги, у тому числі в півфіналі над Віорелом Сіміоном (Румунія), а у фіналі програв Раїмкулю Малахбекову (Росія) — RSCO 2.
На чемпіонаті Європи 2004 програв в першому бою Рідвану Рамадані (Македонія). Здобув путівку на Олімпійські ігри 2004 на кваліфікаційному турнірі в Варшаві. На Олімпіаді в першому бою здобув перемогу над Людумо Галада (ПАР), а в другому бою програв Олексію Тищенко (Росія) — RSC.
На чемпіонаті світу 2005 програв в першому бою Андреасу Проппу (Німеччина).
На чемпіонаті Європи 2006 здобув перемоги над Хедафі Джелхір (Франція), Дмитром Буленковим (Україна) та Олексієм Шайдуліним (Болгарія), а у фіналі програв Альберту Селімову (Росія).
На чемпіонаті світу 2007 здобув дві перемоги, а у 1/8 фіналу програв індійцю Антреш Лаліт Лакра.
На Олімпійських іграх 2008 Шахін Імранов вибув з боротьби у півфіналі через травму і задовольнився бронзовою медаллю.
- В 1/16 фіналу переміг Галіба Жафарова (Казахстан) — 9-5
- В 1/8 фіналу переміг Ніколоза Ізорія (Грузія) — 18-9
- У чвертьфіналі переміг Ідель Торріенте (Куба) — 16-14
- У півфіналі програв Хедафі Джелхір (Франція)— RET

### Виступи на Олімпіадах
| Олімпіада  | Дисципліна | Місце |
| ---------- | ---------- | ----- |
| Афіни 2004 | до 57 кг   | 9T    |
| Пекін 2008 | до 57 кг   | 3T    |